# Харута (аэропорт)
Аэропорт Харута — аэропорт посёлка Харута Ненецкого АО в статусе посадочной площадки.. Географически расположен на севере Республики Коми; административно, как и посёлок Харута, относится к Ненецкому АО.
Принимаемые воздушные суда: Ан-2, вертолёты всех типов. Максимальный взлётный вес воздушного судна: 5,5 тонн. 
В 2021 году аэродром Харута был исключён из реестра российских аэродромов гражданской авиации.

## Показатели деятельности
| год        | 2014 | 2015 | 2016 | 2017 |
| пассажиров | 1575 | 1600 | 1865 | 1609 |
| Источники: |      |      |      |      |